# 京仁運河

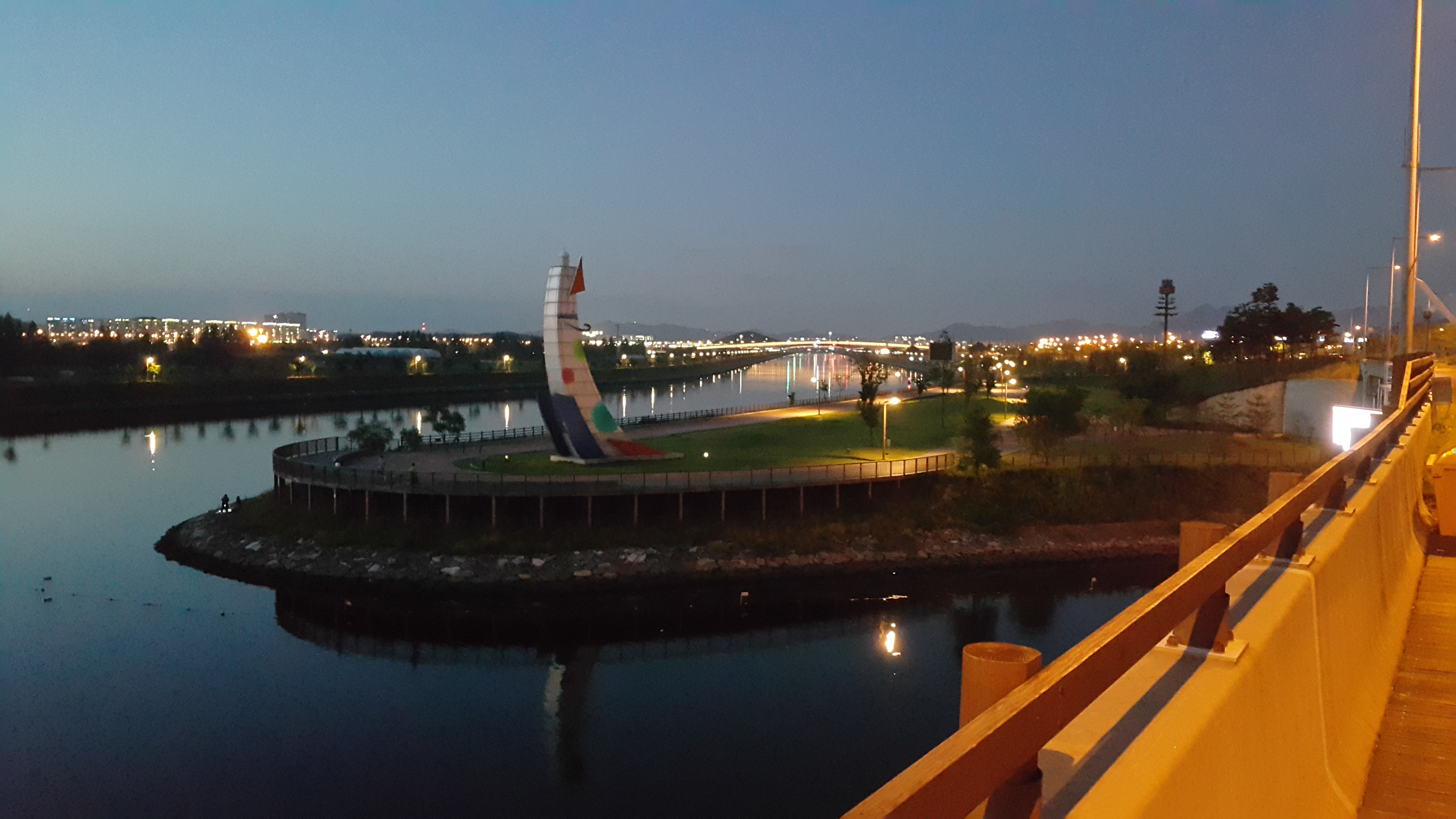
運河河畔

京仁运河（：／）是韩国政府在首都首尔至黄海港口城市仁川之间修建的一条人工运河，用以前往黃海，以解決漢江通航的問題。
京仁运河的谚文名称中，“아라”是指汉江在高句丽时期的名称，也是汉江的别称“아리수”（阿利水）；“뱃길”的字面意思是“供船走的路径”。

## 源由
汉江是朝鲜半岛第四大河流，仅次于鸭绿江、图们江和洛东江。南北汉江在首尔以东汇合，自东向西流经首尔，在仁川西北汇入黄海。汉江曾因能够直接通航黄海，掌握与中国通商的要道具有非常重要的战略价值。后因半岛南北分治，汉江入海口成为朝韩非军事区，汉江的航运价值已大打折扣。
为了解决汉江通航黄海的问题，韩国政府自1992年起开始兴建一条连接汉江汉城段和黄海的运河。这条运河自东向西横穿仁川市，称为“京仁运河”。“京仁运河”最终于2012年5月25日竣工。